# Hwang Kyung-seon
Hwang Kyung-Seon (Namyangju, 21 de maio de 1986) é uma taekwondista sul-coreana bicampeã olímpica e mundial.
Hwang Kyung-Seon competiu nos Jogos Olímpicos de 2004, 2008 e 2012 na qual conquistou a medalha de ouro em 2008 e 2012.